# カーノロ
カーノロ（イタリア語: Canolo）は、イタリア共和国カラブリア州レッジョ・カラブリア県にある、人口約700人の基礎自治体（コムーネ）。

## 地理

### 位置・広がり

#### 隣接コムーネ
隣接するコムーネは以下の通り。
- アニャーナ・カーラブラ
- チッタノーヴァ
- ジェラーチェ
- マンモラ
- サン・ジョルジョ・モルジェート

## 行政

### 分離集落
カーノロには、以下の分離集落（フラツィオーネ）がある。
- Canolo nuova, Mondarola, Prestarona, Scorciapelle, Zovaianni, Malivindi